# Letícia Lima
Letícia Lima (* 30. April 2001) ist eine brasilianische Leichtathletin, die sich auf den Sprint spezialisiert hat.

## Sportliche Laufbahn
Erste Erfahrungen bei internationalen Meisterschaften sammelte Letícia Lima im Jahr 2017, als sie bei den U18-Weltmeisterschaften in Nairobi mit 24,73 s im Halbfinale im 200-Meter-Lauf ausschied. Im Jahr darauf schied sie bei den U20-Weltmeisterschaften in Tampere mit 24,64 s ebenfalls im Halbfinale aus und belegte mit der brasilianischen 4-mal-400-Meter-Staffel in 3:34,55 min den achten Platz und schied mit der 4-mal-100-Meter-Staffel mit 45,28 s im Vorlauf aus. Anschließend startete sie bei den Olympischen Jugendspielen in Buenos Aires und gewann dort die Bronzemedaille über 200 Meter. 2019 belegte sie bei den U20-Südamerikameisterschaften in Cali in 12,04 s den fünften Platz im 100-Meter-Lauf und gelangte auch über 200 Meter mit 24,30 s auf Rang fünf. Zudem gewann sie mit der 4-mal-100-Meter-Staffel in 46,11 s die Silbermedaille. 2021 gewann sie bei den U23-Südamerikameisterschaften in Guayaquil in 23,54 s die Silbermedaille über 200 Meter hinter der Ecuadorianerin Anahí Suárez und siegte in 44,48 s in der 4-mal-100-Meter-Staffel. Anschließend belegte sie bei den erstmals ausgetragenen Panamerikanischen Juniorenspielen in Cali in 23,68 s den vierten Platz über 200 Meter und gewann mit der Staffel in 44,04 s die Silbermedaille hinter dem Team aus Kolumbien. Im Jahr darauf gewann sie bei den U23-Südamerikameisterschaften in Cascavel in 23,56 s die Bronzemedaille über 200 Meter hinter der Ecuadorianerin Anahí Suárez und Orangy Jiménez aus Venezuela und sicherte sich im Staffelbewerb in 44,57 s die Silbermedaille hinter dem ecuadorianischen Team. 2023 belegte sie bei den World University Games in Chengdu in 53,04 s den fünften Platz im 400-Meter-Lauf und schied über 200 Meter mit 24,68 s im Halbfinale aus. Zudem belegte sie mit der 4-mal-100-Meter-Staffel in 44,81 s den fünften Platz und gewann mit der 4-mal-400-Meter-Staffel in 3:34,31 min die Silbermedaille hinter dem polnischen Team. Ende Oktober gewann sie dann bei den Panamerikanischen Spielen in Santiago de Chile in 3:18,55 min gemeinsam mit Douglas Mendes, Lucas Conceição Costa und Tiffani Marinho die Silbermedaille in der Mixed-Staffel hinter dem Team aus der Dominikanischen Republik. Zudem gewann sie mit der Frauenstaffel in 3:34,80 min gemeinsam mit Anny de Bassi, Jainy Barreto und Tiffani Marinho die Bronzemedaille hinter den Teams aus Kuba und der Dominikanischen Republik. Bei den World Athletics Relays 2024 in Nassau wurde sie in 3:31,60 min Dritte im A-Lauf in der 2. Qualifikationsrunde über 4-mal 400 Meter für die Olympischen Spiele. Kurz darauf siegte sie mit der Mixed-Staffel in 3:17,85 min bei den Ibero-Amerikanischen Meisterschaften in Cuiabá und sicherte sich auch mit der Frauenstaffel in 3:30,72 min die Goldmedaille.
2025 gewann sie bei den Südamerikameisterschaften in Mar del Plata in 3:34,28 min gemeinsam mit Anny de Bassi, Tiffani Marinho und Jainy Barreto die Silbermedaille hinter dem kolumbianischen Team. Anschließend kam sie bei den World Athletics Relays in Guangzhou in der Frauenstaffel zum Einsatz, ehe sie bei den World University Games in Bochum mit 54,48 s im Halbfinale über 400 Meter ausschied. 
In den Jahren 2024 und 2025 wurde Lima brasilianische Meisterin in der Mixed-Staffel über 4-mal 400 Meter.

## Persönliche Bestzeiten
- 200 Meter: 23,08 s (−1,4 m/s), 2. Dezember 2021 in Cali
- 400 Meter: 52,67 s, 9. September 2023 in São Bernardo do Campo